# Artur Silva (artista)
Artur Silva (Belo Horizonte, 1976) é um artista brasileiro que migrou para os Estados Unidos. Ele é conhecido por artes públicas, murais e obras em multimidia. Trabalhos notaveis incluem "Untitled 77" e "Untitled 78".
Seu trabalho foi exibido na Fundação Ludwig, no Museu VanAbbe, no Smart Museum, no Indiana State Museum, e no Centro Cultural de España . Seu trabalho resultou em prêmios e bolsas, inclusive da Pollock-Krasner Foundation, da Foundation for Contemporary Arts, do Arts Council of Indiana, da Efroymson Contemporary Art Fellowship da Central Indiana Community Foundation, e do Christel DeHaan Artist of Prêmio Distinção.
Artur Silva nasceu em Belo Horizonte, Brasil em 1976. Seu interesse a arte surgiu na adolescencia e ele atribui sua inspiração precoce a Enciclopédia Britânica. Concluiu o bacharelado na Escola de Arte Guignard, em Belo Horizonte.
Em 1996, se mudou para os Estados Unidos, chegando em Nova York e depois se instalando em Indianápolis. Seu primeiro estúdio foi no  Harrison Center .
Silva deixou sua base em Indianápolis por um tempo para estudar no Instituto de Artes da Califórnia e concluir o mestrado.
O trabalho de Silva depois que chegou a Indianopolis, o levou a posição de destaque no conselho da Indianopolis Downtown Artists & Dealers Association.

## Obras e exposições selecionadas
- Tutti Frutti - Uma nova visão dos clássicos, Galeria Sainte Anne, Paris, França, 2023. (Exposição coletiva).[14]
- Espasmódico 1 e 2, Gainbridge Fieldhouse, Indianápolis, Indiana, 2022. (Arte pública, murais).[9]
- Transaction Boundaries, Centro Cultural de España en México, Cidade do México, 2017 (exposição individual).[15]
- Esboço de gravidade Rocksteady . Indianápolis, Indiana. 2012. (Escultura pública).[16]
- A Morte da Ambição . Indianápolis, Indiana. 2011. (Arte pública, mural).[11]
- Fliperama Rhapsody, Half/Dozen Gallery, Portland, Oregon, 2010 (exposição individual).[17]
- Fazendo sucesso no meio-oeste, Indiana State Museum, Indianápolis, Indiana, 2009. (Exposição coletiva).[18]
- Heartland, Smart Museum of Art, Universidade de Chicago, 2009. (Exposição coletiva).[19]